# Отто фон Коцебу

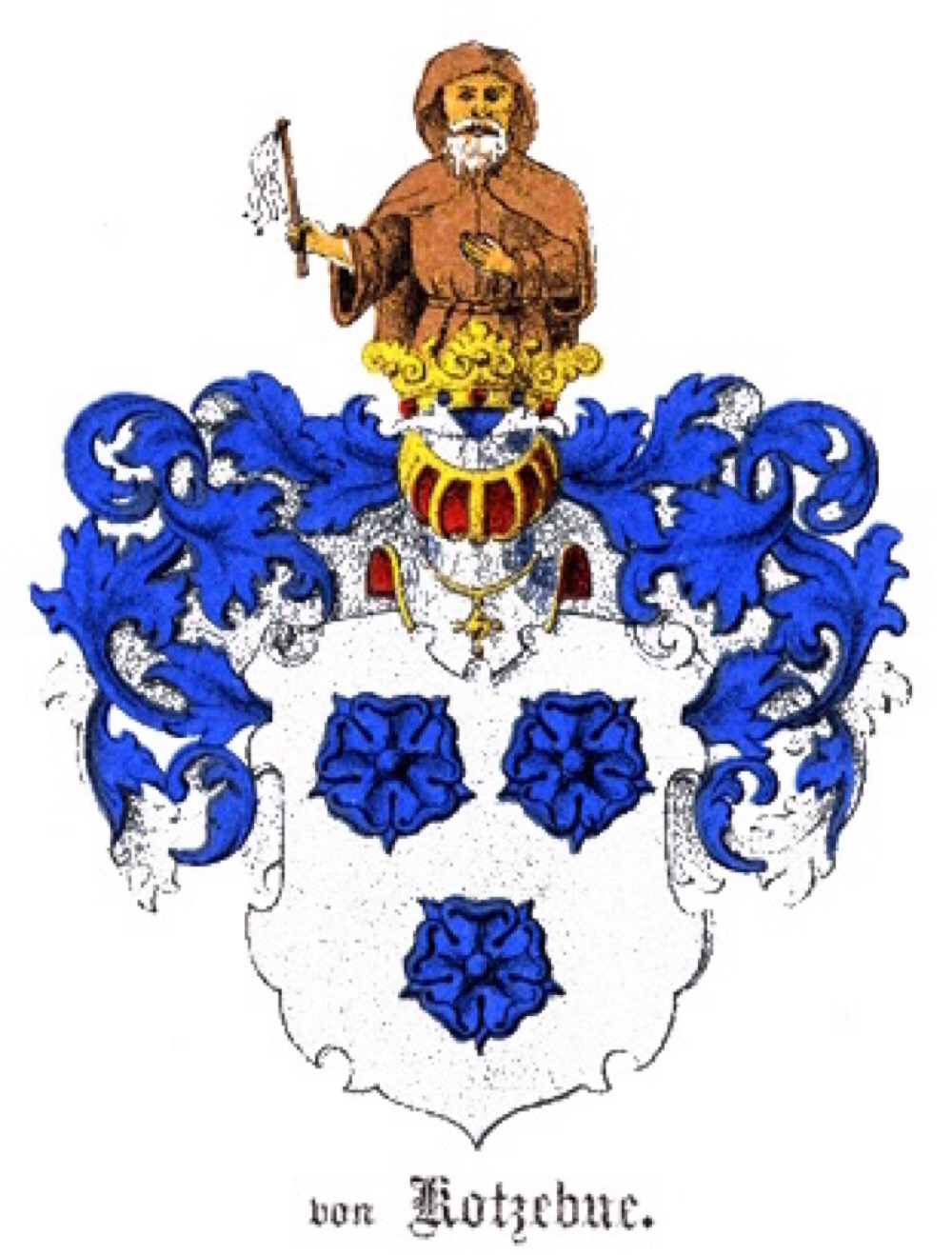
Герб сім'ї Коцебу

Отто фон Коцебу (нім. Otto von Kotzebue), також зросійщене — Отто Євстафійович Коцебу (рос. Отто Евстафьевич Коцебу; нар. 30 грудня 1787, Ревель — 3 лютого 1846, там же) — російський мореплавець німецького походження.

## Біографія
Батько — письменник і драматург Август Фрідріх Фердинанд фон Коцебу (1761—1819). Мати — Фредеріка Ессен, померла рано. Мачуха — Крістіна фон Крузенштерн. Прізвище вказує на західнослов'янські коріння його предків із Західної Пруссії.
У восьмирічному віці Отто Коцебу був відправлений до Петербурзького кадетського корпусу.

### Перше навколосвітнє плавання
У 15 років як юнга-доброволець став учасником першого навколосвітнього плавання (з 1803 по 1806 роки) на вітрильному шлюпі «Надєжда» під командуванням Крузенштерна.

### Друге навколосвітнє плавання
Другий раз вирушив у подорож навколо світу з 1815 по 1818 рік на бригу «Рюрик», відкрив у Тихому океані 399 островів і на південному сході від Берингової протоки — затоку Коцебу, а в січні 1817 року — архіпелаг Румянцева.

### Третє навколосвітнє плавання
У січні 1823 року Коцебу призначений командиром 24-гарматного шлюпа «Підприємство», який ще будувався та мав доставити вантаж на Камчатку, а потім упродовж року курсувати біля узбережжя Російської Америки для боротьби з контрабандистами і для захисту російських поселень від можливих нападів місцевих племен. У 1823—1826 роках він здійснив на шлюпі свою третю подорож навколо світу.
Після повернення, в 1826 році, Коцебу підвищений до звання капітана 2-го рангу.
Подальшу службу проходив у Ревелі, командуючи кораблем «Імператор Петро I». У 1829 році підвищений до звання капітана 1-го рангу.
Через проблеми зі здоров'ям, яке було підірване в навколосвітніх подорожах, подав у відставку. Останні шістнадцять років життя провів у своєму маєтку Киуе під Ревелем.
Похований у селі Козе Гар'юмааського повіту на кладовищі при лютеранській церкві святого Миколая.

## Пам'ять
На честь Отто Коцебу названа відкрита ним затока Коцебу на сході від Берингової протоки і вулиця в його рідному місті Таллінні. Від однойменної затоки отримало назву і місто Коцебу на Алясці (США).
Лінія породи аляскинських маламутів має назву Коцебу.